# Shimamura Minao
Shimamura Minao (japanisch 島村 三七雄; geboren 9. Juli 1904 in Osaka; gestorben 25. Oktober 1978) war ein japanischer Maler im Yōga-Stil.

## Leben und Wirken
Shimamura Minao studierte unter Fujishima Takeji in der Abteilung für Westliche Malerei an der „Tōkyō bijutsu gakkō“ (東京美術学校), einer der Vorläufereinrichtungen der heutigen Universität der Künste Tokio, und machte 1929 seinen Abschluss.
Bereits während seiner Ausbildung konnte Shimamura 1928 ein Bild auf der „Teiten“ zeigen. Gleich nach Abschluss des Studiums ging er nach Frankreich und konnte noch im selben Jahr ein Werk auf der Ausstellung der Société du Salon d’Automne zeigen. Um sich weiterzubilden, besuchte er im folgenden Jahr die „École nationale supérieure des beaux-arts de Paris“, verließ diese aber nach zwei Jahren. Er besuchte dann die Académie Ranson und studierte dort Fresko-Technik und half bei der Wandmalerei von Guyonne.
Von 1933 bis 1936 stellte Shimamura Bilder im „Salon des Artistes Français“ aus, wobei das Bild „Yugetto Tonon jōshōzō“ (ユゲット・トノン孃肖像) – „Porträt des Fräuleins Hugette Tonson“ 1934 mit dem „Mansion Honorable Preis“ ausgezeichnet wurde. 1936 kehrte er nach Japan zurück. 1940 wurde Shimamura Mitglied der „Nihon heki gakai“ (日本壁画会), der Japanischen Gesellschaft für Wandmalerei. Im selben Jahr wurde er für ein Bild auf der Dokuritsu-ten (独立展) mit einem Preis ausgezeichnet und wurde als „Freund der Gesellschaft“ aufgenommen. 1946 wurde er Mitglied der Gesellschaft.
1957 wurde Shimamura Dozent an der Universität der Künste Tokio, an der er Fresko-Malerei unterrichtete. 1966 wurde er Assistenzprofessor, 1967 Professor. 1967 wurde er für sein Bild „Tatsumi-hashi“ (巽橋) – „Südostbrücke“ mit dem Preis der Akademie der Künste ausgezeichnet. 1971 ging er in den Ruhestand. 1973 wirkte er mit in einer Kommission, die sich um den Erhalt der Grabanlage Takamatsuzuka Kofun mit ihren alten Fresken kümmerte.
Aus der Zeit des Pazifikkriegs wird ein Bild Shimamuras mit dem Titel „Toyō bakugeki“ (渡洋爆撃行) – „Überseeischer Bombenangriff“ im Nationalmuseum für moderne Kunst Tokio aufbewahrt.